# Gaston Litaize
Gaston Gilbert Litaize, född 11 augusti 1909 i Ménil-sur-Belvitte i departementet Vosges, död 5 augusti 1991 i Bruyères i Vosges, var en fransk organist och kompositör. Han turnerade, gjorde inspelningar, tjänstgjorde i kyrkor och undervisade i Paris med omnejd. Blind sedan födseln, studerade och undervisade han under större delen av sitt liv vid Institut National des Jeunes Aveugles (nationella institutet för blinda). Han studerade bland annat för organisterna och tonsättarna Louis Vierne och Marcel Dupré. En av Litaizes elever var Olivier Latry.